# Imantodes cenchoa
El mapepire corde violon (Imantodes cenchoa), también conocido como culebra-cordelilla chata o serpiente bejuquillo, es una especie de culebra que pertenece al género Imantodes. Es nativa del sur de México, América Central, Trinidad y Tobago y Sudamérica.  Se alimenta de pequeños reptiles, principalmente geckos, anolis, lagartijas, ranas, huevos de reptiles y huevos de ranas.   

## Distribución
Sur de México, Guatemala, Honduras, Belice, El Salvador, Nicaragua, Costa Rica, Panamá Colombia, Venezuela, Guayana Francesa, Brasil, Bolivia, Paraguay, Perú, Argentina Ecuador y Trinidad y Tobago.